# Andrew Bache
Andrew Philip Foley Bache CMG (* 29. Dezember 1939) ist ein ehemaliger britischer Diplomat, der unter anderem zwischen 1992 und 1996 Botschafter in Rumänien sowie zuletzt von 1996 bis 1999 Botschafter in Dänemark war.

## Leben

### Studium und Beginn der diplomatischen Laufbahn
Bache, dessen Vater Inhaber des Waagenherstellers George Salter & Co. in den Midlands war, absolvierte nach dem Schulbesuch ein Studium am Emmanuel College der University of Cambridge. Danach arbeitete er zunächst als Buchhalter für die Wirtschaftsprüfungsgesellschaft Cooper Brothers in Paris sowie anschließend als Referendar für dieses Unternehmen in London. 1963 trat er in das damalige Ministerium für Commonwealth-Beziehungen CRO (Commonwealth Relations Office) ein und fand anfangs Verwendung als Wirtschaftsreferent am Hochkommissariat in Malaysia, ehe er 1964 für kurze Zeit Mitarbeiter im Zypern-Referat des Ministeriums war. Danach war er zwischen 1964 und 1966 Dritter Sekretär am Hochkommissariat in Zypern und erlebte dort die Auswirkungen des Zypernkonflikts nach den sogenannten „blutigen Weihnachten 1963“, eine länger andauernde bürgerkriegsähnliche Auseinandersetzung zwischen griechischen und türkischen Zyprern ab Ende 1963.
Nach seiner Rückkehr nach Großbritannien war Bache 1966 erst Zweiter Sekretär im Ministerium für Commonwealth-Beziehungen sowie einige Zeit später während einer Abordnung zum Schatzamt (HM Treasury) Mitarbeiter an dessen Zentrum für Verwaltungsstudien. Danach fand er zwischen 1966 und 1968 Verwendung als Zweiter Sekretär sowie Politik- und Wirtschaftsreferent an der Botschaft in der Volksrepublik Bulgarien. Am 19. Januar 1968 wurde er als Beamter in den diplomatischen Dienst (Her Majesty’s Diplomatic Service) übernommen. Nachdem im Oktober 1968 das Ministerium für Commonwealth-Beziehungen mit dem Außenministerium (Foreign Office) zum heutigen Ministerium für Auswärtiges und Angelegenheiten des Commonwealth of Nations (Foreign and Commonwealth Office) zusammengelegt wurde, arbeitete er zwischen 1968 und 1971 als Referent für Rumänien und Bulgarien in der damaligen Nord-Abteilung des Ministeriums. In dieser Zeit befasste er sich unter anderem mit Fragen zur politischen Situation und der unterschiedlichen Einstellung beider Länder zum Prager Frühling. Während Truppen des Warschauer Paktes, die aus Soldaten der Sowjetunion, der Volksrepublik Polen, der Ungarischen Volksrepublik und der Volksrepublik Bulgarien in die Tschechoslowakische Sozialistische Republik einmarschierten, lehnte die Sozialistische Republik Rumänien den Einmarsch ab. Zugleich gehörte er in dieser Zeit zu den Organisatoren eines Besuchs des rumänischen Ministerpräsidenten Ion Gheorghe Maurer im Vereinigten Königreich, dem ersten Besuch eines rumänischen Ministerpräsidenten in Großbritannien nach dem Zweiten Weltkrieg.
Rund ein Jahr nach dem Ende des Biafra-Krieges wurde Bache 1971 Erster Sekretär am Hochkommissariat in Nigeria und fungierte dort zuletzt bis 1974 als Leiter des Referats für Öffentlichkeitsarbeit. Er war damit ein enger Mitarbeiter des damaligen Hochkommissars in Nigeria, Cyril Stanley Pickard. In dieser Zeit kam es zu einem Besuch des britischen Außenministers Alec Douglas-Home in Nigeria sowie zu einem Besuch des nigerianischen Staatspräsidenten Yakubu Gowon in Großbritannien. In Nigeria waren zahlreiche britische Unternehmen vertreten, die große Investitionen tätigten, während Gowons Regierung zunehmend eine größere Kontrolle über diese Unternehmen und Banken forderte. Das 1972 von Gowon beschlossene Verbot ausländischer Mehrheitsbeteiligungen in vielen Bereichen der nigerianischen Wirtschaft sollte dem Land später sehr schaden, da es einigen wenigen Nigerianern mit guten Kontakten erlaubte, große Profite zu erzielen. 1974 kehrte er nach Großbritannien zurück und wurde Erster Sekretär in der Personalabteilung des Außenministeriums, ehe er zwischen 1978 und 1981 als Erster Sekretär und Wirtschaftsreferent an der Botschaft in Österreich tätig war.

### Botschafter in Rumänien und Dänemark
Nach Beendigung der Tätigkeit in Österreich wurde Bache 1981 Botschaftsrat und Kanzler der Botschaft in Japan und verblieb auf diesem Posten bis 1985. In dieser Zeit kam es zu einer Ausweitung der bilateralen Beziehungen, insbesondere auf wirtschaftlicher Basis, sowie 1983 zu einem Besuch der Premierministerin Margaret Thatcher. 1985 wechselte er als Botschaftsrat an die Botschaft in der Türkei und verblieb dort bis 1988, ehe er nach Großbritannien zurückkehrte und bis 1990 Leiter der Personalabteilung des Außenministeriums im Range eines Botschaftsrats war. Damit war er verantwortlich für das damalige Personalbudget von 190 Millionen Pfund Sterling für die Gehälter, Zuschüsse, Dienstleistungen, Reisen und Vorruhestandsregelungen des diplomatischen Dienstes. Danach war er zwischen 1990 und 1992 Vorsitzender für den auswärtigen Dienst beim Auswahlausschuss für den öffentlichen Dienst (Civil Service Selection Board) und somit verantwortlich für die Neueinstellungen für den diplomatischen Dienst. Am 1. Januar 1992 wurde er Companion des Order of St. Michael and St. George (CMG).
1992 wurde Bache Nachfolger von Michael Atkinson als Botschafter in Rumänien. Diesen Posten bekleidete er vier Jahre lang bis 1996 und wurde dann durch Christopher Crabbie abgelöst. Zuletzt übernahm er selbst 1996 von Hugh James Arbuthnott das Amt des Botschafters in Dänemark und übte dieses bis zu seinem Eintritt in den Ruhestand 1999 aus. Dortiger Nachfolger wurde daraufhin Philip Astley.